# Belarmino Vélez
Belarmino Vélez (Portoviejo, Ecuador, 10 de junio de 1977) es un exfutbolista ecuatoriano jugaba de guardameta, actualmente es preparador de arqueros.

## Clubes
| Club                 | País    | Año       |
| -------------------- | ------- | --------- |
| Green Cross          | Ecuador | 1989-1998 |
| Delfín Sporting Club | Ecuador | 1999-2003 |
| 5 de Julio           | Ecuador | 2003      |
| Liga de Loja         | Ecuador | 2004      |
| Delfín Sporting Club | Ecuador | 2005      |